# KKnD 2: Krossfire
KKnD2 Krossfire — постапокаліптична стратегія в реальному часі (RTS), заснована на збройному конфлікті між трьома расами: мутанти (Evolved- англ.Розвинуті), люди (Suriviors- англ.Вижилі) і роботи (Series 9 — англ. Серія 9). Продовження гри KKnD. Серія 9 в попередніх іграх серії не з'являлася.

## Сюжет
Події кампанії починаються через сорок років після початку війни між людьми й мутантами (через сотню років після бомбардування Землі ядерними ракетами). До того часу конфлікт знову набуває серйозних оборотів, але вже з новими силами. Також до війни приєднується третя сторона — роботи Серії 9.

### Передісторія Серії 9
До війни 2079 було розроблено дев'ять серій роботів для служби людству. Перші чотири серії були випущені для роботи в міських умовах, але були повністю знищені під час бомбардування міст. Всі інші серії роботів перебували за межами міст і не були знищені вибуховою хвилею, але їх Штучний інтелект зазнав впливу радіації. Зміни Серії 9 привели до підвищеної агресії, пізніше Серія 9 знищила всі Серії, що залишилися. Через сто років після бомбардування Землі Серія 9 усвідомила все, що відбулося — люди знищили ґрунт і рослини (Серії 5-9 були сільськогосподарського типу), тим самим позбавивши Серію 9 сенсу існування. Сто років пішло для розробки Серією 9 нового почуття — гніву, на розробку зброї для знищення людства, яке продовжувало загрожувати Серії 9.

### Передісторія Розвинутих
Через сорок років після війни мутанти зробили для себе висновок — люди стали занадто багато уваги приділяти технологіям, забувши про себе, за що й були покарані богами. Мутації — це дар з неба за те, що вони відмовилися від технологій. Щоб отримати велику силу, мутанти повністю відмовляються від технологій, використовуючи тільки мутованих тварин і воїнів.

### Передісторія Вижилих
Після довгої війни з мутантами, люди визнали зовнішній світ непридатним для життя, стали його боятися (агорафобія) і тому заглибилися в підземні тунелі.

## Геймплей
Геймплей KKnD 2: Krossfire багато в чому схожий на інші ігри жанру, але має деякі особливості:
- Юніти (бойові одиниці) поділяються на три групи: наземні, амфібії (можуть переміщатися як по землі, так і по воді) і повітряні.
- Збитий повітряний юніт падає на землю, завдаючи серйозних пошкоджень будівлям і знищуючи юніти.
- Вертикальна складова ландшафту. Не дуже впливає на зовнішній вигляд рівня (виконаного в диметріческой проєкції), але впливає на ігровий процес (юніти, що знаходяться в низині, не можуть атакувати юнітів на височинах).
- Розрахунок True Line of Sight (справжня лінія зору), який визначає напрямок погляду юніта і, виходячи з цього, працює з Туманом Війни.
- Бункери з юнітами забутих технологій.

## Юніти та будівлі

### Загальні будівлі
Назви вказані спочатку для Вижилих, Розвинутих, а потім для Серії 9.
- Outpost / Clan Hall / Barn — основна споруда, служить для зведення інших будівель недалеко від вже готових будов гравця. Ціна: 1500
- Barracks / Warrior Hall / Microunit Factory — виробляє піхоту у людей, воїнів у мутантів і роботів-гуманоїдів у Серії 9. Ціна: 400
- Machine Shop / Beast Enclosure / Macrounit Factory — дозволяє виробляти транспортні засоби у людей, худобу у мутантів і важких роботів Серії 9, а також літаки і збірні юніти. Ціна: 800
- Armory / Forge / Weapon Control — дозволяє зводити турелі і розширює список елементів для збірних юнітів. Ціна: 500
- Power Station / Power Plant / Power Unit — служить для переробки нафти в кредити (основний ресурс в грі), при будівництві відразу відтворює один юніт для транспоріровкі нафти і автоматично направляє його збирати нафту в найближчому місці нафтовидобутку. Ціна: 2000
- Drill Rig / Derrick / Oilbot — дозволяє збирати нафту для переробки в кредити. Встановлюється спеціальними юнітами при клацанні по місцю розташування нафтової свердловини.
- Research Lab / Alchemy Hall / Technostudy — служить для підвищення технологічного рівня біля будинків. Ціна: 700
- Repair Bay / Healing Tent / Maintenance Depot — відновлює здоров'я важких юнітів. Ціна: 500
- Barricade / Skeletal Wall / Boundary Fence — стіна. Ціна: 150
- Solar Collector / Big Pig / Windmill — виробляє кредити з постійною періодичністю, переробляючи альтернативні джерела енергії (сонячне світло, вітер, земля). Ціна: 1000
- Force Wall / Thunder Fence / Bugzapper — між двома спорудами, що стоять на невеликій відстані по прямій, створюється силове поле. При проходженні юнітів гравця через поле відключається. Ворог же змушений знищити одну з Force Wall щоб пройти через поле. Ціна: 500
- Thermal Exchanger / Pig Pen / Wind Turbine — виробляє кредити з більшою швидкістю з альтернативних джерел енергії. Ціна: 2000
- Sentry Gun / Kneecapper / Distance Seeder — базова туррель. Має велику скорострільність, але завдає малих ушкоджень. Ціна: 800
- Cannon Tower / The Worm / Pod Cannon — більш потужна і міцна турель, але має більший час перезарядки, тому більш дієва проти важкої техніки людей і роботів, а також проти худоби мутантів. Ціна: 1200
- Anti-Aircraft Tower / Bazooka Battery / Solar Intensifier — протиповітряна турель. Єдина турель, здатна вести вогонь по літаючих юнітах. Ціна: 2500
- Laser Destroyer Tower / Touch of Death / Lightning Generator — скорострільна турель, завдає великих ушкоджень. Ціна: 3500

### Мобільні юніти (худоба у Evolved)
- Mobile Drill Rig / Mobile Derrick / Mobile Oilbot — пересувний юніт, служить для зведення Drill Rig (Derric, Oilbot). Не має озброєння, має повільну швидкість пересування. Ціна: 1000
- Dirt Bike / Dire Wolf / Patrolbot — легка мобільна бойова одиниця. Завдає маленькі ушкодження, але має велику швидкість пересування, тому найкраще підходить для дослідження карти. Ціна: 200
- ATV / Pit Scorpion / Responsebot — Невеликий бойовий юніт. Має велику скорострільність, чим добрий проти піхоти. Ціна: 300
- Hover Buggy / Chronoid / Radiator-легкий юніт-амфібія (здатний переміщатися по воді). Ціна: 300
- Anaconda Tank / War Mastodon / Tankbot — найпростіший важкий юніт, володіє невеликою швидкістю пересування, але завдає великої шкоди. Ціна: 800
- Oil Tanker / Bull Ant Tanker / Oil Tankeroid — служить для транспортування нафти з Drill Rug (Derric, Oilbot) для подальшої переробки. Не має ніякого озброєння. Ціна: 1000
- Barrage Craft / Death Hippo / Doom Dome — важкий юніт-аміфібія. Здатний вести стрілянину незалежно від напрямку руху. Ціна: 1000
- Enforcer / Missile Carb / Cauteriser — важкий юніт для боротьби з пішими бойовими одиницями й літаючими юнітами. Ціна: 1250
- Juggernaught / Mega Beetle / Grim Reaper — найпотужніший мобільний юніт. Ціна: 1500
- Mobile Outpost / Mobile Clan Hall / Mobile Barn — юніт для зведення Outpost (Clanhall, Barn) далеко від будівель гравця. Не має озброєння, повільний. При натисканні на самому юніту моментально розгортається в повноцінну будову. Ціна: 5000

### Піхота
- Machine Gunner / Berzerker / Seeder — основний піший бойової юніт. Ціна: 100
- Technician / Mekanik / Systech — ремонтний юніт, при клацанні по будівлі, гравець втрачає техніка, але будинок протягом деякого часу відновлюється. Дозволяють відкривати бункери. Ціна: 100
- Grenadier / Rioter / Pod Launcher — гранатометники, завдають шкоди відразу декільком юнітам у зоні влучення. Ціна: 125
- Flamer / Pyromaniac / Weed Killer — вогнеметник, завдає ушкодження лише найближчим юнітам у зоні ураження. Максимально ефективні проти будівель і стін. 200
- Rocketeer / Homing Bazookoid / Spore Missile — піхота, здатна вести вогонь як по наземних, так і по повітряних цілях. Ціна: 200
- Kamikaze / Martyr / Michaelangelo — вибухають, завдаючи великої шкоди навколишнім юнітам і будівлям. Ціна: 250
- Laser Trooper / Spirit Archer / Sterilizer — скорострільна піхота з великим радіусом ведення вогню. Ціна: 250

### Літаючі юніти
- Airlifter / Floater / Transport Dome — служить для перевезення по повітрю до 10 юнітів. Не має озброєння. Ціна: 2000
- Orville Fighter / Pteranodon / AG Responsebot Fighter — легкий літаючий юніт для вогню по наземних і літаючих цілях. Ціна: 2000
- Wilbur Bomber / Wasp Bomber / Crop Duster Bomber — бомбардувальник, завдає шкоди тільки наземним цілям. Для відновлення боєзапасу потрібно періодично садити юніт на землю. Ціна: 2500

### Інші юніти і будівлі
- Altar of the Scourge — Будова Evolved. Для будівлі вимагає Clanhall Tech Level 5. Якщо направити на будівлю піхотинця, він загине, але зарядить будівлю однієї душею. Коли в будівлі набирається п'ять або більше душ, воно перетворює їх в Scourge Demon (по одного демона за 5 душ). Кількість потрібних душ до п'яти відображається замість Tech Level (технологічного рівня) будівлі. Зарядка душами не залежить від того, який тип піхоти жертвувати. Ціна: 1500
- Scourge Demon — важка худоба Evolved. Має хорошу скорострільність, швидкість переміщення і завдає збитків. Виробляється тільки в Altar of the Scourge.
- Gort (забута технологія) — великий робот-гуманоїд.
- Mechanoid (забута технологія) — великий бойовий робот-мех.
- Railgun Tank (забута технологія) — важкий танк, обладнаний далекобійною railgun-гарматою.
- Dropship (забута технологія) — літаючий юніт, схожий на Airlifyer, але володіє великою швидкістю пересування і вантажопідйомністю.
- Gemini XXI (забута технологія) — бойова одиниця, здатна знищувати ворожі юніти гравітаційними силами.
- Sentinel Droid (забута технологія) — пересувна лазерна турель.